# Buk, Hạt Goleniów
Buk [buk] (tiếng Đức: Böck)  là một khu định cư ở khu hành chính của Gmina Przybiernów, thuộc hạt Goleniów, West Pomeranian Voivodeship, ở phía tây bắc Ba Lan. Nó nằm khoảng 13 kilômét (8 mi)  phía đông của Przybiernów, 26 km (16 mi) về phía bắc Goleniów và 47 km (29 mi) về phía đông bắc của thủ đô khu vực Szczecin.
Trước năm 1945, khu vực này là một phần của Đức. Đối với lịch sử của khu vực, xem Lịch sử của Pomerania.
Khu định cư có dân số 33 người.